# Glyptomorpha punctidorsis
Glyptomorpha punctidorsis är en stekelart som först beskrevs av Brulle 1846.  Glyptomorpha punctidorsis ingår i släktet Glyptomorpha och familjen bracksteklar. Inga underarter finns listade i Catalogue of Life.